# Estatut Albertí
L'Estatut Albertí (en italià: Statuto Albertino), oficialment anomenat "Estatut Fonamental de la Monarquia de Savoia del 4 de març del 1848", fou la constitució adoptada pel Regne del Piemont-Sardenya el 4 de març del 1848 a Torí, la capital piamontesa, pel rei Carles Albert I.
Al preàmbul es defineix com la "llei fonamental perpètua i irrevocable de la monarquia dels Savoia". El 17 de març del 1861, amb la fundació del Regne d'Itàlia, es va convertir en la llei fonamental del nou estat unificat i va continuar en vigor (amb diverses modificacions durant el període de vigència), fins a l'any 1946 quan, amb successius decrets legislatius, es va adoptar un règim constitucional transitori, vàlid fins a l'entrada en vigor de l'actual Constitució de la República Italiana, l'1 de gener del 1948.
L'Estatut Albertí pot ser considerat a tots els efectes com un model de constitució breu de l'època, en la línia de les cartes atorgades.

## Preàmbul
"CARLES ALBERT,
per la gràcia de Déu REI DE SARDENYA, DE XIPRE I DE JERUSALEM
Amb lleialtat de rei i amb afecte de Pare Nosaltres venim a complir tot el que havíem anunciat als Nostres amadíssims súbdits amb la Nostra proclama del 8 del passat febrer, amb la qual hem volgut demostrar, enmig de dels esdeveniments extraordinaris que succeïren al país, com la Nostra confiança en ells creixia amb la gravetat de les circumstàncies i com prenent sols el consell dels impuls del Nostre cor fou ferma la Nostra intenció de conformar les seves sorts a la raó dels temps, als interessos i a la dignitat de la Nació.
Considerant Nosaltres les amples i fortes institucions representatives contingudes en el present Estatut Fonamental com un mitjà el més segur de redoblar els vincles d'indisoluble afecte que estrenyen a la Itàlia Nostra Corona un Poble, que tantes proves ens ha donat de fe, d'obediència i d'amor, hem determinat sancionar-lo i promulgar-lo, en la confiança que Déu beneeixi les Nostres pures intencions i que la nació lliure, forta i feliç es mostrarà sempre més digna que l'antiga fama, i sabrà merèixer-se un futur gloriós. Per això de la Nostra ciència certa, Règia autoritat, comptant amb el dictamen del Nostre Consell, hem ordenat i ordenat i ordenem amb força d'Estatut i Llei fonamental, perpètua i irrevocable de la Monarquia, tot el que segueix."